# De Olmen

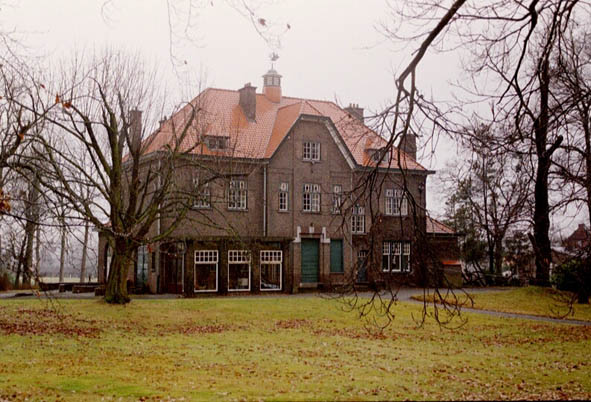
Villa De Olmen

De Olmen of Villa De Olmen is een landhuis aan de Nieuwstraat 83 in het Belgische Wieze. In 1925 werd waar nu de tuin is indertijd een lusthof gecreëerd met achteraan een tuinpaviljoen. In 1926 liet brouwer Leon Callebaut voorin een ruime villa optrekken naar ontwerp van de Gentse Sint-Lucasarchitect Carlos Malfait (1891-1975), leerling van architect Valentin Vaerwyck. Een schouw werd versierd met 18de-eeuwse tegels uit de herberg op het Wiezeplein. Het Art deco-landhuis is sinds 2022 beschermd als monument. In 2023 stond de woning te koop voor 2,1 miljoen euro.